# İlqar Müşkiyev
Ilgar Mushkiyev (en azéri : İlqar Müşkiyev), né le 5 octobre 1990 à Gandja, est un judoka d'Azerbaïdjan évoluant dans la catégorie des moins de 60 kg (poids super-légers).

## Palmarès
| Année | Compétition                   | Lieu        | Résultat | Catégorie      |
| ----- | ----------------------------- | ----------- | -------- | -------------- |
| 2011  | Championnats du monde         | Paris       | 3e       | Moins de 60 kg |
| 2014  | Championnats d'Europe de judo | Montpellier | 3e       | Moins de 60 kg |